# Бібі Рекса
Бле́та Ре́кса (англ. Bleta Rexha; албанська версія — Ре́джа [ɾɛd͡ʒa]; * 30 серпня 1989, Бруклін, Нью-Йорк), відома як Бібі Ре́кса (англ. Bebe Rexha), — американська співачка, композиторка й авторка пісень албанського походження. Здобула популярність після випуску синглів «Take Me Home» (з Cash Cash, 2013), «Hey Mama» (з Девідом Геттою, 2015) і «In the Name of Love» (з Мартіном Гарріксом, 2016). Раніше вокалістка гурту Black Cards. Співавторка хіта Емінема і Ріанни «The Monster»..

## Ранні роки

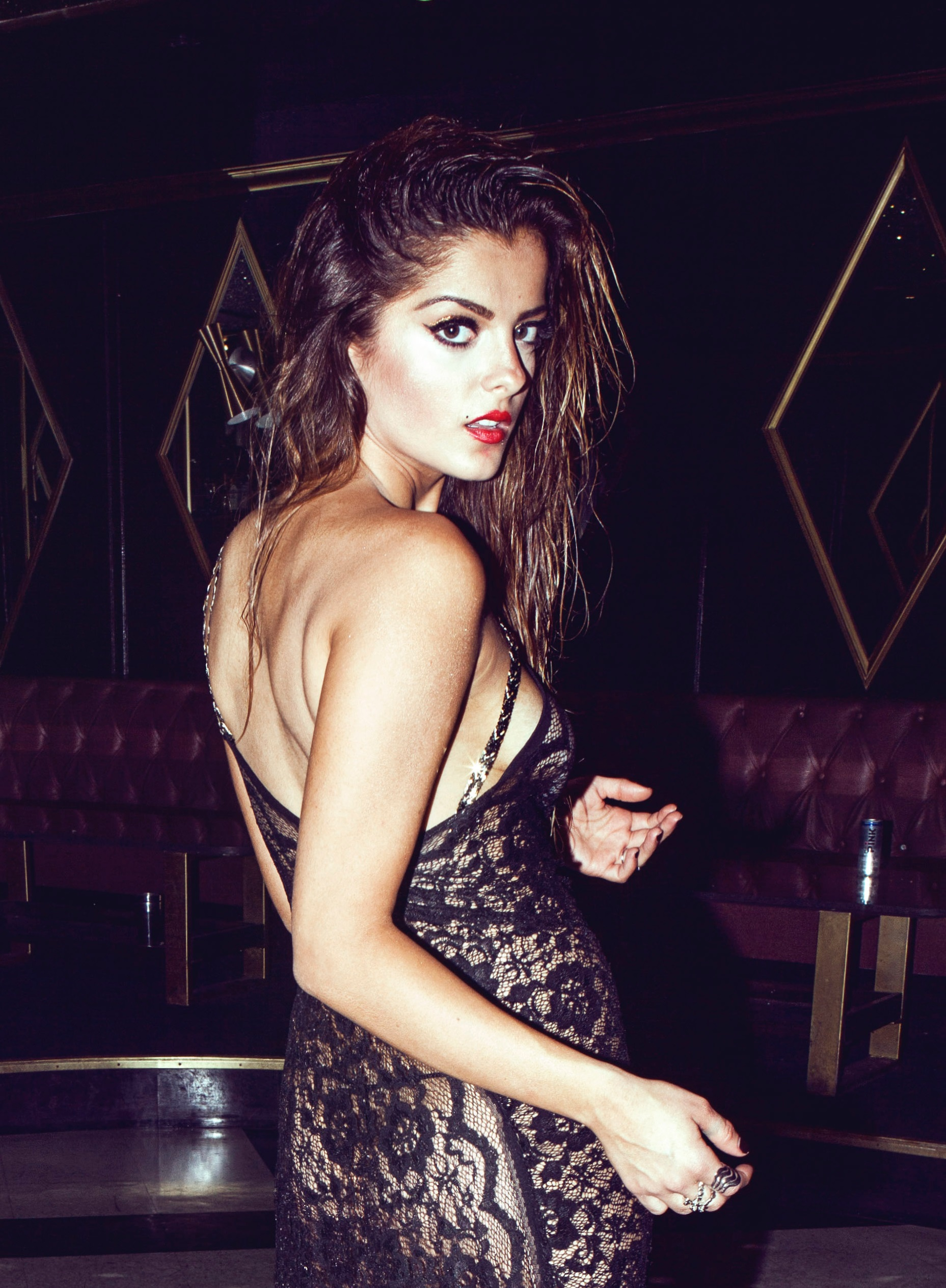
Рекса у 2014 році

Блета Рекса народилася 30 серпня 1989 року в Брукліні, Нью-Йорк, США, в родині етнічних албанців, вихідців із сучасного міста Дебар, Північна Македонія. Має македонське та американське громадянство. Рекса почала захоплюватися музикою у 4 роки і згодом взяла участь у постановках таких мюзиклів Тоттенвильскої вищої школи в Стейтен-Айленді, як «Гелло, Доллі!», «Ісус Христос — суперзірка» і «Скрипаль на даху». Її надихають такі музиканти, як Стіві Вандер, Торі Еймос, Джон Ледженд і The Temptations. Підліткою Рекса була відзначена нагородою в номінації «Найкращий композитор» від національної академії мистецтва і науки звукозапису на щорічному «Дні Греммі» в Нью-Йорку, що дозволило їй познайомитися з багатьма видатними музичними продюсерами.

## Black Cards
У 2010 році співачка приєдналася до проєкту Black Cards, створеного басистом гурту Fall Out Boy Пітом Вентцом. За задумом Вентца, у творчому плані Black Cards не мали мати нічого спільного з Fall Out Boy. Оскільки музичні корені засновника проєкту та вокалістки були абсолютно різними, Рекса виявилася відповідною кандидатурою для втілення в життя експериментальних задумів Вентца. У січні 2012 року співачка покинула Black Cards, щоб зосередитися на сольній кар'єрі. За словами Вентца, розставання відбулося за взаємною згодою.

## Сольна кар'єра
У 2013 році Рекса підписала контракт з керівниками Warner Bros. Records Джеффом Фенстером і Алексом Вільгельмом внаслідок успіху як професійна композиторка, створивши пісню «Like a Champion» для Селени Гомес з альбому Stars Dance, потім сингл «Glowing» для Ніккі Вільямс і пісню «The Monster» Емінема і Ріанни, яка досягла першого місця в Billboard Hot 100. Пісня «The Monster» спочатку називалася «Monster Under My Bed» і була записана Рексою для власного дебютного сольного альбому, але пізніше завдяки продюсеру Frequency і віцепрезиденту A&R Atlantic Records Риггзу Моралесу пісня була передана лейблу Емінема. В результаті первісна версія композиції була трохи скорочена.
У тому ж році Рекса випустила оригінальний поп-трек на своїй сторінці в SoundCloud, «Comeback Kids», і спільний сингл з гуртом електронно-танцювальної музики Cash Cash, «Take Me Home», який посів 57-му позицію в чарті Billboard Hot 100. Cash Cash і Рекса також записали акустичну версію «Take Me Home» і зняли на неї відеокліп 25 лютого 2014 року під егідою студії звукозапису Big Beat Records.
Рекса працює над своїм дебютним альбомом, асоційованому зі студіями таких продюсерів, як Девід Гетта, Фрейзер Сміт, Frequency та іншими. 21 березня 2014 року співачка випустила перший сингл з дебютного альбому, «I can't Stop Drinking About You», на лейблі Warner Bros. Records. 23 грудня 2014 року випустила другий сингл «I'm Gonna Show You Crazy». У цей же день вона випустила пісню «Gone». 21 квітня 2015 року Рекса оголосила, що випустить мініальбом з 5-ма треками «I don't Wanna Grow Up». Вона випустила свій альбом 12 травня 2015 року на лейблі Warner Bros. Records.
28 жовтня 2016 року Рекса випустила сингл «I Got You», який увійшов до мініальбому All Your Fault: Pt. 1 і зміг досягти 43 місця в Billboard Hot 100. 6 січня 2017 року на цю пісню було знято музичне відео.
24 січня 2017 року Рекса оголосила про своє перше велике турне All Your Fault Tour, яке планувалося розпочати 1 березня 2017 в Далласі.